# Leptotarsus costalis
Leptotarsus costalis är en tvåvingeart som först beskrevs av Nils Samuel Swederus 1787.  Leptotarsus costalis ingår i släktet Leptotarsus och familjen storharkrankar. Inga underarter finns listade i Catalogue of Life.